# 桃井直詮
桃井 直詮（もものい なおあき（なおあきら）、1403年? - 1480年?）は室町時代の武将、文化人。幸若舞の創始者。15〜16世紀に流行した幸若舞は、幼名の幸若丸に由来している。
また、祖父は足利尊氏と激闘した桃井直常である。

## 概要
桃井直和の長男として室町時代に生まれた。1403年に生まれたとされるが、一説には生没年不詳とも記されている。父が10歳の時に死亡、そのため越前に出る、比叡山の光林坊詮信のもとで学び、その後、幸若舞の創始者として親しまれるようになった。

## 生涯
桃井直和の長男として生まれる。

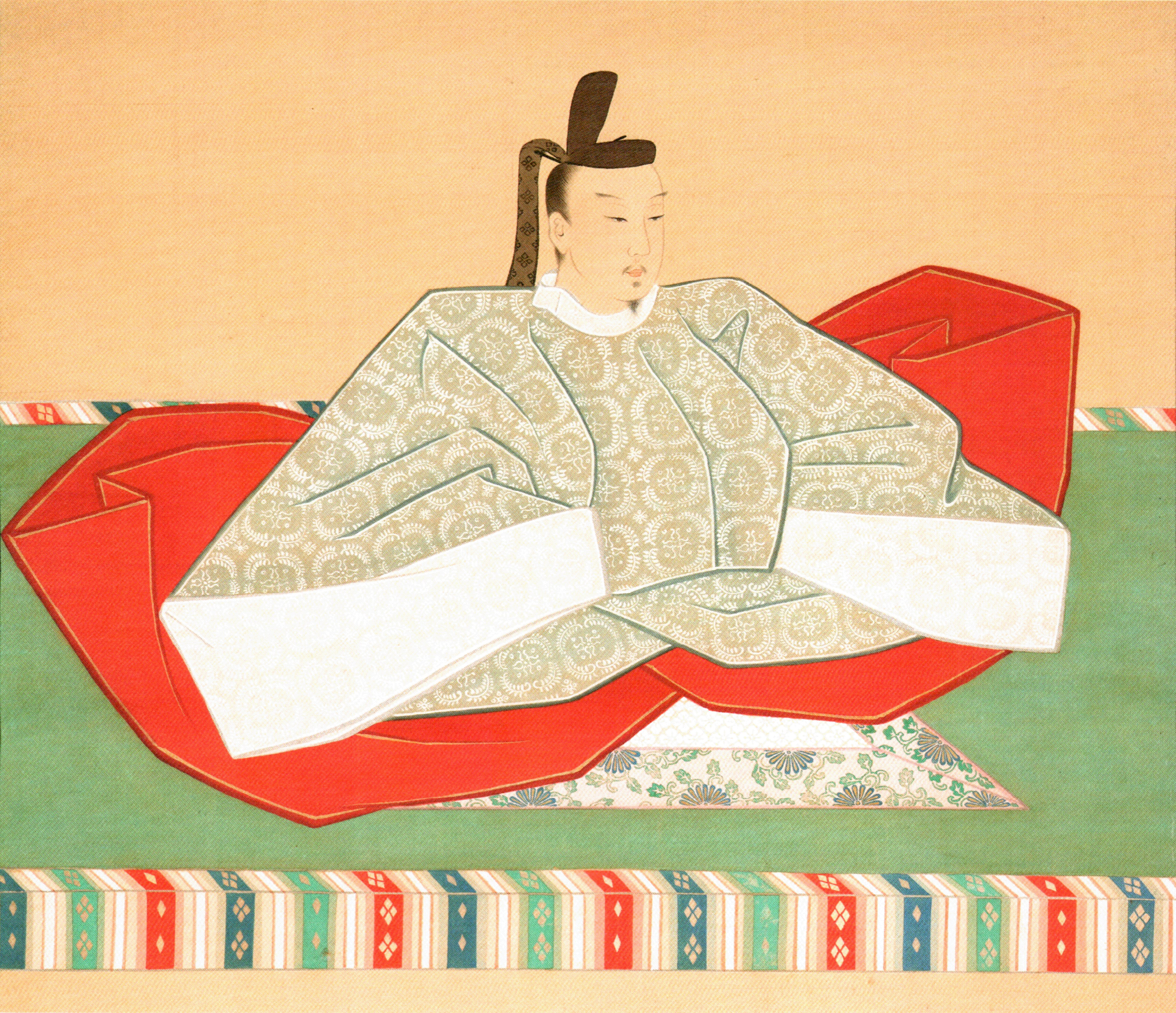
後小松天皇

1403年に生まれたとされているが、一説だと生没年不詳と記されている。しかし、10歳の頃に父が死去しているため、1360年頃に生まれたことにもなるため、実際には生年不詳とも言える。
父の死後、越前国に出て、比叡山の僧侶である光林坊詮信のもとで声明を学ぶ。数年ほど学んだ後にその学習を活かし、平曲を流しながら踊ったことが、後に幸若舞として親しまれるようになった。
その後、後小松天皇に招かれ、後小松天皇に仕える。
その後も天皇である後花園天皇に仕える。
晩年、越前国で朝倉氏の朝倉孝景に招かれ、朝倉孝景に3000貫を領して仕えるようになる。後に死去。

## 不明な点と疑問な点
不明な点は生没年であり、コトバンクの情報によると1403年に生誕したこととなっている。しかし、父が死亡したのは桃井直詮が生まれて10年ほどたった時代であるため、1360年頃に生誕したことになる。（父（桃井直和）が死亡したのは1370年）また、没年である1480年も一説によると1470年と記されている。
疑問な点は幸若舞の創始者と記されているのは桃井直詮の死後、100年近く経った書状に記されている（高木茂氏の研究結果から）。

## 幸若舞の由来
幸若舞は桃井直詮の幼名である幸若丸から取っていると言われている。

## 肖像画
この肖像画は、土佐光信が描いたと伝えられる肖像画である。折烏帽子をかぶり、扇を持ち直垂には松喰鶴や亀の絵柄がほどこされており、絨毯に似た敷物を轢いており当時の肖像画としては珍しい形に描かれている。